# San Antonio
San Antonio ist eine Stadt im US-Bundesstaat Texas und liegt am gleichnamigen Fluss. Sie ist County Seat des Bexar County. Die Stadt ist das Zentrum der sieben Countys umfassenden Region Greater San Antonio.
Mit etwa 1,4 Millionen Einwohnern (Stand 2020) ist San Antonio die siebtgrößte Stadt in den USA und nach Houston die zweitgrößte in Texas. Der wirtschaftlichen Bedeutung nach liegt San Antonio im Staat Texas an dritter Stelle, hinter Houston und dem Dallas-Fort-Worth-Metroplex.
Die kulturell vielfältige Stadt ist von spanischen, mexikanischen, angloamerikanischen und deutschen Einflüssen geprägt.
International bekannt ist die Stadt San Antonio durch die Basketball-Mannschaft San Antonio Spurs, durch das Fort Alamo sowie den River Walk.

## Geschichte
San Antonio ist die älteste Stadt in Texas. Das Gebiet wurde 1691 erstmals von einer spanischen Vorhut erkundet. Der Name geht zurück auf den Heiligen Antonius von Padua, an dessen Gedenktag die Missionare in der Gegend haltgemacht hatten. 1718 bauten die Franziskaner (OFM) die Missionsstation San António de Valero, jenes Gebäude, das heute gemeinhin als das Alamo bekannt ist. Bei einem Militärstützpunkt zum Schutz der Missionare wurde 1735 die Siedlung San Antonio de Béxar gegründet, der Ausgangspunkt der heutigen Stadt.
Die Stadt war zunächst Teil des spanischen Kolonialreiches (Vizekönigreich Neuspanien) und gehörte dann ab 1821 zum unabhängig gewordenen Mexiko. San Antonio wurde am 9. Dezember 1835 von Truppen der bald daraufhin ausgerufenen Republik Texas im Aufstand gegen das mexikanische Regime von Antonio López de Santa Anna erobert.
1874 wurde in San Antonio ein römisch-katholisches Bistum errichtet, das 1926 zum Erzbistum San Antonio erhoben wurde.

## Wirtschaft
Die Metropolregion von San Antonio erbrachte 2016 eine Wirtschaftsleistung von 116,5 Milliarden US-Dollar und belegte damit Platz 42 unter den Großräumen der USA. Die Arbeitslosenrate in der Metropolregion betrug 3,2 Prozent und lag damit unter dem nationalen Durchschnitt von 3,8 Prozent (Stand: Mai 2018). Das Pro-Kopf-Einkommen lag 2016 bei 44.284 Dollar, ein unterdurchschnittliches Einkommensniveau.
San Antonio ist das wirtschaftliche und kulturelle Zentrum von Südtexas. Tragende Wirtschaftszweige sind das Bankgewerbe, Bildung (University of Texas at San Antonio), Gesundheit und der Tourismus – die Stadt verzeichnet etwa 20 Millionen Touristen pro Jahr. Vor Ort befinden sich Themenparks von SeaWorld und Six Flags Fiesta Texas. Von wirtschaftlicher Bedeutung sind auch die vier ansässigen Einrichtungen des US-Militärs (Fort Sam Houston, Lackland Air Force Base, Randolph Air Force Base und Brooks City Base).
Großunternehmen mit Hauptsitz in San Antonio sind SBC Communications, Valero Energy, United Services Automobile Association, Andeavor, Southwest Research Institute, H.E. Butt Grocery Company und Clear Channel Communications. Ebenfalls in der Stadt beheimatet ist das South Texas Medical Center, das größte medizinische Forschungszentrum und der größte Anbieter medizinischer Dienstleistungen in Südtexas. Im November 2006 eröffnete der Automobilhersteller Toyota in San Antonio das Werk Toyota Motor Manufacturing Texas.

## Sehenswürdigkeiten
- Sehenswert sind die fünf spanischen Missionen, einschließlich der
  - Mission San António de Valero, 1718 gegründet, 1793 in ein Fort umgewandelt, das Alamo (spanisch: „Pappel“) genannt wurde
  - Spanischer Gouverneurspalast, erbaut 1722
  - San-Fernando-Kathedrale, 1873 fertiggestellt
- Historischer King William District: das „König-Wilhelm-Viertel“, ein von deutschen Kaufleuten im späten 19. Jahrhundert besiedeltes Wohngebiet zu Ehren von König Wilhelm I. von Preußen (dem späteren Kaiser Wilhelm I.) benannt
- Tower of the Americas, ein 228,6 Meter hoher Turm
- River Walk: Der River Walk ist eine durch das Stadtzentrum führende Flusspromenade entlang des San Antonio River, im Kern gute fünf Kilometer lang, gesäumt von subtropischer Vegetation, Cafés und Boutiquen. Der Bau der Promenade geht auf die 1920er und 30er Jahre zurück, zuerst aus Gründen der Flussregulierung, dann zur Zeit der Weltwirtschaftskrise zum Zweck der Verschönerung sowie gleichzeitig als Arbeitsbeschaffungsmaßnahme (unter der Schirmherrschaft der Works Progress Administration).
- McNay Art Museum: Das älteste Museum für moderne Kunst in Texas

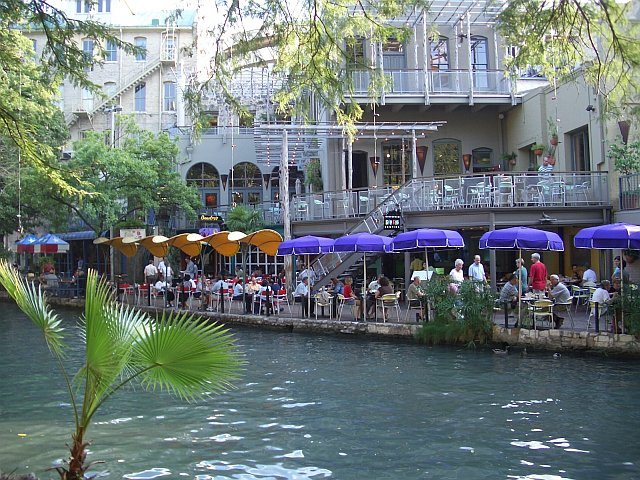
River Walk
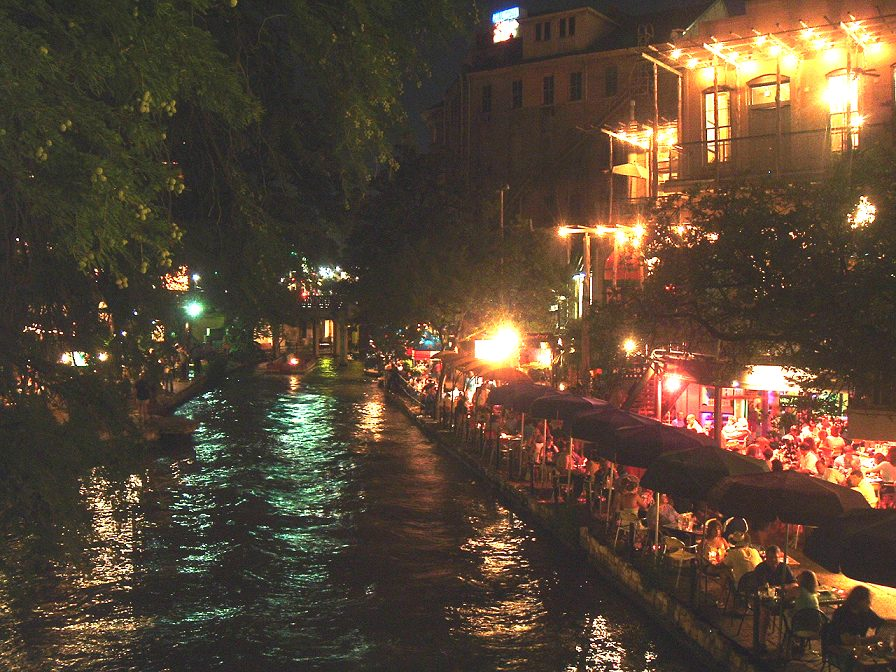
River Walk bei Nacht
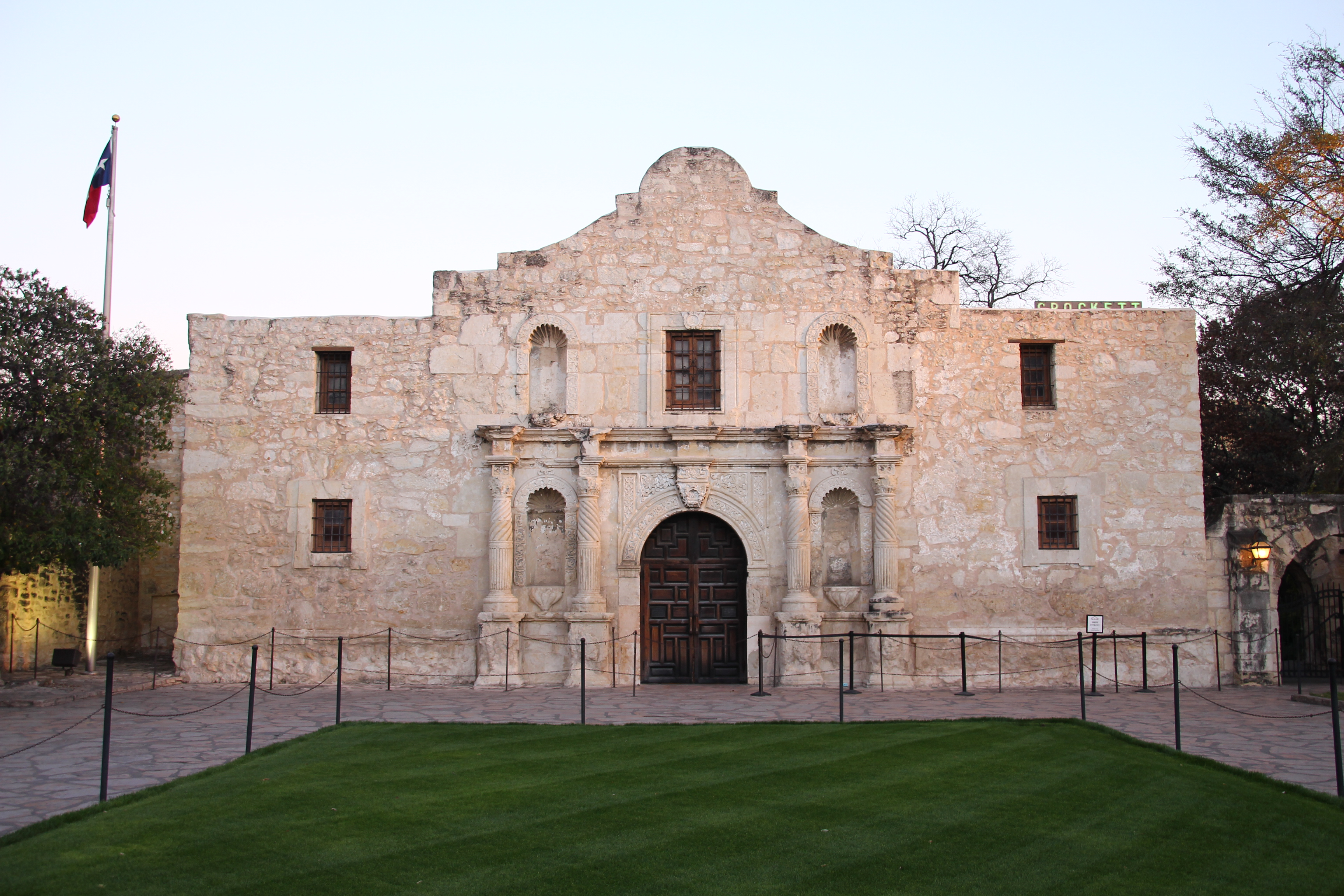
Fort Alamo

## Demografie
Die Bevölkerung bestand laut dem Zensus von 2010 zu 26,6 Prozent aus Weißen und zu 6,9 Prozent aus Afroamerikanern; 2,4 Prozent waren asiatischer Herkunft. 63,2 Prozent der Bevölkerung waren Hispanics. Der Median des Einkommens je Haushalt lag 2015 bei 46.744 US-Dollar. 19,8 Prozent der Bevölkerung lebten unterhalb der Armutsgrenze.

## Hochschulen und Berufsschulen
San Antonio hat sechs Hochschulen, zwei davon staatlich, die anderen vier sind Privatuniversitäten. An der Spitze steht die staatliche University of Texas at San Antonio (UTSA), 1969 gegründet, mit 28.000 Studenten im Jahr 2006. Das San Antonio College (SAC) ist ebenfalls von großer Bedeutung. Dieses hatte im Jahre 2006 ca. 24.000 Studenten.
Daneben gibt es Berufsschulen, maßgeblich die Institute „ITT Tech“ und „Hallmark Institute of Technologies“.

## Städtefreundschaften und -partnerschaften

### Städtefreundschaften
San Antonio unterhält mit folgenden Städten Städtefreundschaften im Friendship Cities Program. Diese Freundschaften gelten als Vorstufe einer Partnerschaft:
| - Suzhou (Jiangsu), Volksrepublik China, seit 2010 - Tel Aviv, Israel, seit 2011 |

### Städtepartnerschaften
San Antonio unterhält mit folgenden Städten Städtepartnerschaften. Die Jahreszahl bezieht sich ggfs. auf den Status einer Friendship City, bevor eine formelle Partnerschaft beschlossen wurde.

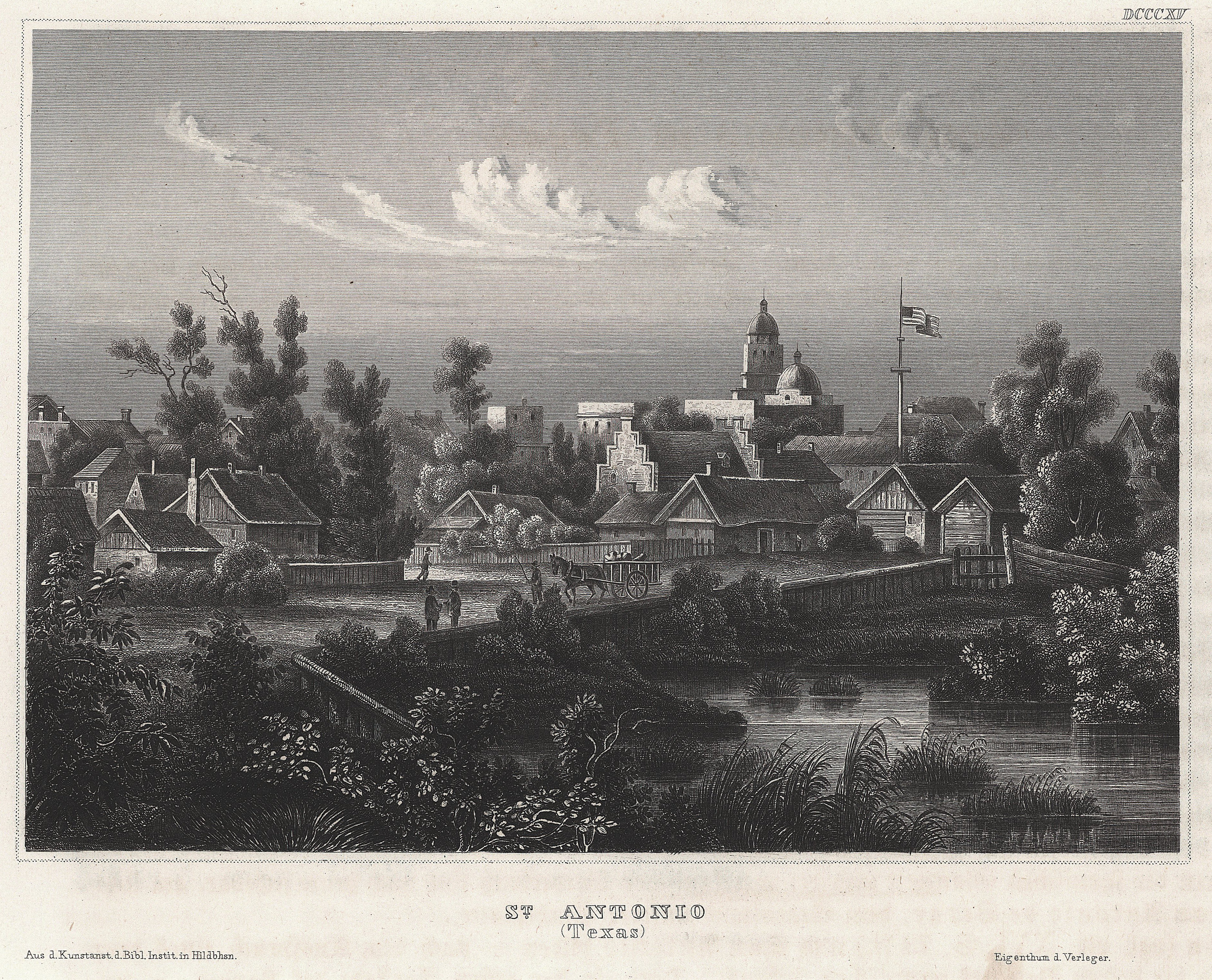
San Antonio, Mitte des 19. Jh. (Stahlstich)

| - Monterrey, Mexiko, seit 1953 - Guadalajara, Mexiko, seit 1974 - Las Palmas de Gran Canaria, Spanien, seit 1975 - Gwangju, Südkorea, seit 1981 - Kaohsiung, Republik China (Taiwan), seit 1982 - Santa Cruz de Tenerife, Spanien, seit 1983 | - Kumamoto, Japan, seit 1987 - Chennai, Indien, seit 2008 - Wuxi, Volksrepublik China, seit 2012 - Windhoek, Namibia, seit 2016 - Darmstadt, Deutschland, seit 2017 |

## Klimatabelle
|                       | Jan  | Feb  | Mär  | Apr  | Mai   | Jun  | Jul  | Aug  | Sep  | Okt  | Nov  | Dez  |   |       |
| Mittl. Tagesmax. (°C) | 16,0 | 18,7 | 23,1 | 26,8 | 29,6  | 33,2 | 35,0 | 35,2 | 31,8 | 27,6 | 22,2 | 17,5 | ⌀ | 26,4  |
| Mittl. Tagesmin. (°C) | 3,3  | 5,2  | 9,8  | 14,7 | 18,7  | 22,6 | 23,9 | 23,6 | 20,7 | 14,9 | 9,3  | 4,9  | ⌀ | 14,3  |
|                       |      |      |      |      |       |      |      |      |      |      |      |      |   |       |
| Niederschlag (mm)     | 43,4 | 46,0 | 38,6 | 63,5 | 107,2 | 96,8 | 54,9 | 64,5 | 86,6 | 80,5 | 66,5 | 38,4 | Σ | 786,9 |
|                       |      |      |      |      |       |      |      |      |      |      |      |      |   |       |
| Sonnenstunden (h/d)   | 4,8  | 5,7  | 7,0  | 7,9  | 8,1   | 9,6  | 10,5 | 10,2 | 8,8  | 7,4  | 5,6  | 5,2  | ⌀ | 7,6   |
|                       |      |      |      |      |       |      |      |      |      |      |      |      |   |       |
| Regentage (d)         | 5,4  | 4,7  | 4,6  | 5,2  | 6,6   | 5,1  | 3,4  | 4,3  | 6,0  | 5,4  | 4,9  | 4,8  | Σ | 60,4  |
|                       |      |      |      |      |       |      |      |      |      |      |      |      |   |       |
| Luftfeuchtigkeit (%)  | 68   | 66   | 63   | 66   | 70    | 69   | 65   | 64   | 67   | 67   | 67   | 68   | ⌀ | 66,7  |

| 3,3 |

| 5,2 |

| 9,8 |

| 14,7 |

| 18,7 |

| 22,6 |

| 23,9 |

| 23,6 |

| 20,7 |

| 14,9 |

| 9,3 |

| 4,9 |

| 3,3 |

| 5,2 |

| 9,8 |

| 14,7 |

| 18,7 |

| 22,6 |

| 23,9 |

| 23,6 |

| 20,7 |

| 14,9 |

| 9,3 |

| 4,9 |

San Antonio hat ein Ostseitenklima.